# Thomas Ulrich
Thomas Ulrich est un boxeur allemand né le 11 juillet 1975 à Berlin.

## Carrière
Aux Jeux olympiques d'été de 1996, il combat dans la catégorie des mi-lourds et remporte la médaille de bronze. Auparavant, il avait obtenu une médaille de bronze aux championnats du monde de boxe amateur en 1995.
Ulrich devient professionnel en 1997 et remporte ses vingt premières rencontres avant de perdre face à Glen Johnson. Après huit nouvelles victoires, il défie le polonais Tomasz Adamek pour le championnat du monde de la WBC en 2005 mais est mis K-O par son adversaire. Il s'inclinera l'année suivante, cette fois aux points, face au champion WBO des mi-lourds Zsolt Erdei.

## Référence
1. ↑  (en) Résultats des Jeux olympiques 1996 (amateur-boxing.strefa.pl)